# Formule Abarth
De Formule Abarth (voorheen bekend als de Formule Azzura) was een formuleracing-kampioenschap, gehouden in Italië. Het kampioenschap werd opgericht in 2005 en werd georganiseerd voor coureurs die overstapten vanuit het karting.
In 2010 werd de naam van de Formule Azzura veranderd in de Formule Abarth en trok het veel coureurs van buiten Italië aan. Na dit succes werd het kampioenschap in 2011 en 2012 opgesplitst tussen een Italiaans en een Europees kampioenschap. In samenwerking met de Ferrari Driver Academy, het opleidingsprogramma van het Formule 1-team Ferrari, werd er een prijs uitgereikt voor het Europese kampioenschap.

## Resultaten
Formule Azzura
| Seizoen | Kampioen            | Team           |
| ------- | ------------------- | -------------- |
| 2005    | Davide Rigon        | Europa Corse   |
| 2006    | Giuseppe Termine    | CO2 Motorsport |
| 2007    | Salvatore Cicatelli | PKF Racing     |
| 2008    | Edoardo Liberati    | MG Motorsport  |
| 2009    | Alberto Cerqui      | MG Motorsport  |

Formule Abarth
| Seizoen | Kampioen               | Team                      | Tweede              | Derde              | Rookie                                     |
| ------- | ---------------------- | ------------------------- | ------------------- | ------------------ | ------------------------------------------ |
| 2010    | Brandon Maïsano        | Prema Junior              | Patric Niederhauser | Raffaele Marciello | Simone Iaquinta                            |
| 2011    | E: Patric Niederhauser | Jenzer Motorsport         | Sergej Sirotkin     | Michael Heche      | Yoshitaka Kuroda                           |
| 2011    | I: Sergej Sirotkin     | Jenzer Motorsport         | Patric Niederhauser | Michael Heche      | Gerrard Barrabeig                          |
| 2012    | E: Nicolas Costa       | Euronova Racing by Fortec | Luca Ghiotto        | Bruno Bonifacio    | niet gehouden                              |
| 2012    | I: Nicolas Costa       | Euronova Racing by Fortec | Luca Ghiotto        | Emanuele Zonzini   | Santiago Urrutia                           |
| 2013    | Alessio Rovera         | Cram Motorsport           | Michele Beretta     | Simone Iaquinta    | NT: Sergey Trofimov Rookie: Alessio Rovera |

- E en I staan in 2011 en 2012 respectievelijk voor "Europees" en "Italiaans".
- NT staat in 2013 voor "National Trophy".